# Neomarica candida
Neomarica candida, popularmente conhecida como Íris-da-praia, é uma das 110 espécies de planta do gênero Neomarica, da família das Iridáceas.
Ocorre em regiões litorâneas de restinga de Mata Atlântica. Sua distribuição geográfica abrange duas regiões do Brasil: Sudeste, confirmada presença no Rio de Janeiro e São Paulo, e Sul, com presença nos três Estados dessa região.